# 阿納菲島

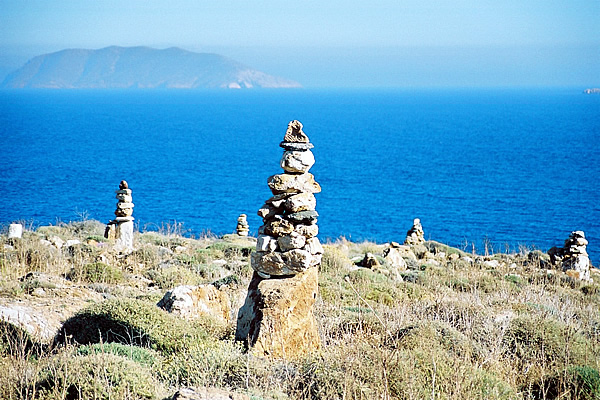

阿納菲島是希臘的島嶼，位於愛琴海，由南愛琴大區負責管轄，屬於基克拉澤斯的一部分，長12公里、寬6公里，面積38.4平方公里，最高點海拔高度584米，2001年人口273。

## 外部連結
- Official website （英文） （法文） （希腊文） （意大利文）